# Raketenangriff auf Saporischschja am 9. Oktober 2022
Der Raketenangriff auf Saporischschja am 9. Oktober 2022 wurde am frühen Morgen des Tages von den Streitkräften der Russischen Föderation auf mehrere Wohngebäude in Saporischschja durchgeführt. Ein neunstöckiges Hochhaus und fünf Privatgebäude wurden teilweise zerstört, etwa 50 Mietshäuser und 20 Privathäuser sowie vier Bildungseinrichtungen wurden beschädigt.
Die Zahl der Opfer wurde am Abend des 9. Oktober durch Kyrylo Tymoschenko mit 13 Toten (darunter ein Kind) und 89 Verletzten (darunter elf Kinder) angegeben. Der ukrainische Präsident Wolodymyr Selenskyj sprach hingegen wenige Stunden später von 14 Toten. Zu diesem Zeitpunkt war die Bergungsaktion noch nicht abgeschlossen.
Laut ukrainischer Darstellung starteten mehrere Flugzeuge der russischen Luftstreitkräfte in Rjasan und vom Flughafen Marinowka. Die sechs Suchoi Su-35 und sieben Tupolew Tu-22M3 feuerten aus der Gegend der russisch besetzten Städte Melitopol und Berdjansk mindestens vier Raduga Ch-22-Marschflugkörper (Tu-22M3) und zwei Ch-59-Lenkflugkörper (Su35) auf die Stadt ab. Zudem setzte man mehrere S-300-Flugabwehrraketen offensiv ein. Insgesamt richteten sich wohl 16 Raketen gegen die Infrastruktur und zivile Ziele. Nach anderen Angaben waren es 12 Raketen.
Das russische Kommando verkündete, man habe Einsatzorte ausländischer Söldner auf der Flussinsel Chortyzja sowie der ukrainischen Spezialeinheitenbrigade Bars angegriffen. Die russische Bezirksverwaltung meldete hingegen, man habe eine Kaserne der ukrainischen Armee attackiert und damit aktiv zur „Entnazifizierung“, einem der angeblichen Hauptziele des russischen Angriffs auf die Ukraine, beigetragen. Das Verteidigungsministerium der Russischen Föderation gab ebenfalls an, die Spezialeinheit Bars der Nationalgarde der Ukraine angegriffen zu haben und vermeldete zudem, man habe ein Munitionsdepot am Rand der Stadt zerstört.
Der Angriff erfolgte einen Tag nach einem Anschlag auf die russisch kontrollierte Krim-Brücke, für den russische Kriegsblogger Vergeltungsmaßnahmen einforderten, da sie ihn der ukrainischen Seite zuschrieben, die sich aber nicht dazu bekannte. Der russische Präsident Wladimir Wladimirowitsch Putin verkündete am Folgetag, dass er als Vergeltungs- und Präventivmaßnahme für den Anschlag auf die Brücke Luftangriffe angeordnet habe. Ob damit auch der Angriff vom Vortag gemeint war, blieb offen.

## Reaktionen
Der ukrainische Präsident Wolodymyr Selenskyj nannte die Täter bereits am Morgen des Tages „Unmenschen und Terroristen“. Die Tat sei eine „vollkommene Niederträchtigkeit“ und das „absolut Böse“. Er äußerte die Hoffnung, die Auftraggeber und Täter würden zur Verantwortung gezogen werden. Selenskyj verwies zudem darauf, dass hier schlafende Zivilisten in einem Staat anvisiert wurden, der diesen Krieg nie wollte und ihn auch nicht provozierte. Der amerikanische Präsident Joe Biden nannte die Angriffe auf zivile Ziele in der Ukraine am Folgetag „Zeichen äußerster Brutalität“ (englisch demonstrate the utter brutality) und „ohne militärischen Zweck“ (englisch destroyed targets with no military purpose). Der ukrainische Außenminister Dmytro Kuleba forderte eine internationale Untersuchung der Angriffe auf Zivilisten in Saporischschja und bezeichnete sie als Kriegsverbrechen. Angesichts von Putins Behauptung, der Angriff auf die Krim-Brücke sei ein Terrorakt gewesen, der durch ukrainische Spezialeinheiten durchgeführt wurde, die nach dem Angriff auf Saporischschja erfolgte, äußerte Mychajlo Podoljak, nur ein Staat agiere hier wie ein Terrorist.